# Sion (mormonismo)
All'interno del movimento mormone, Sion (o Zion nella grafia inglese) è utilizzato spesso per connotare un'utopica associazione di giusti. Questa associazione praticherebbe una forma di economia comunitaria chiamata l'Ordine Unito (United Order) volto ad assicutare che tutti i membri siano ad un'accettabile qualità di vita, le distinzioni di classe siano minimizzata e sia ottenuta un'unità di gruppo. Mentre Sion è spesso stato collegato con la teocrazia, il concetto di Sion teoricamente non richiede un simile sistema di governo.}. In questo modo, Sion deve essere distinto dal sistema politico ideale chiamato teodemocrazia che i mormoni credono si adotterà dopo la seconda venuta di Cristo. Tuttavia "Sion" ha molti possibili significati nel lessico mormone.

## Uso mormone di "Sion"
1. Sion mantiene il suo significato biblico e si riferisce a Gerusalemme (vedi Sion).
2. Sion è la città fisica fondata al profeta Enoch, conosciuta anche come la Città di Enoch
3. Sion si riferisce alla Nuova Gerusalemme (New Jerusalem) una città fisica millenaristica che si presume sia collocata a  Independence, Contea di Jackson, nel Missouri.
4. Sion si riferisce metaforicamente ad ogni gruppo di persone che sono unificate e "pure di cuore"; la Città di Enoch è un esempio di "un popolo di Zion"; perché Zion sia pienamente realizzata, la società deve essere volenterosa di vivere la Legge di consacrazione basata sui mutui sentimenti di carità, che è il puro amore di Cristo.
5. Sion è il luogo fisico al centro di dove i Santi degli ultimi giorni si sono raccolti; il termine è stato utilizzato per Kirtland nell'Ohio, Jackson County nel Missouri, Nauvoo nell'Illinois e la Salt Lake Valley;
6. Sion è anche secondo Joseph Smith, le Americhe. Joseph Smith disse che "l'intera America da nod a sud è Sion stessa".
7. Sion è una metafora per una società unificata dei Santi degli ultimi giorni, raccolti metaforicamente come membri della Chiesa di Cristo; in questo senso ogni palo della chiesa può essere denominato come un "palo di Sion".

| Controllo di autorità | LCCN (EN) sh93007024 |